# Widowo (województwo podlaskie)

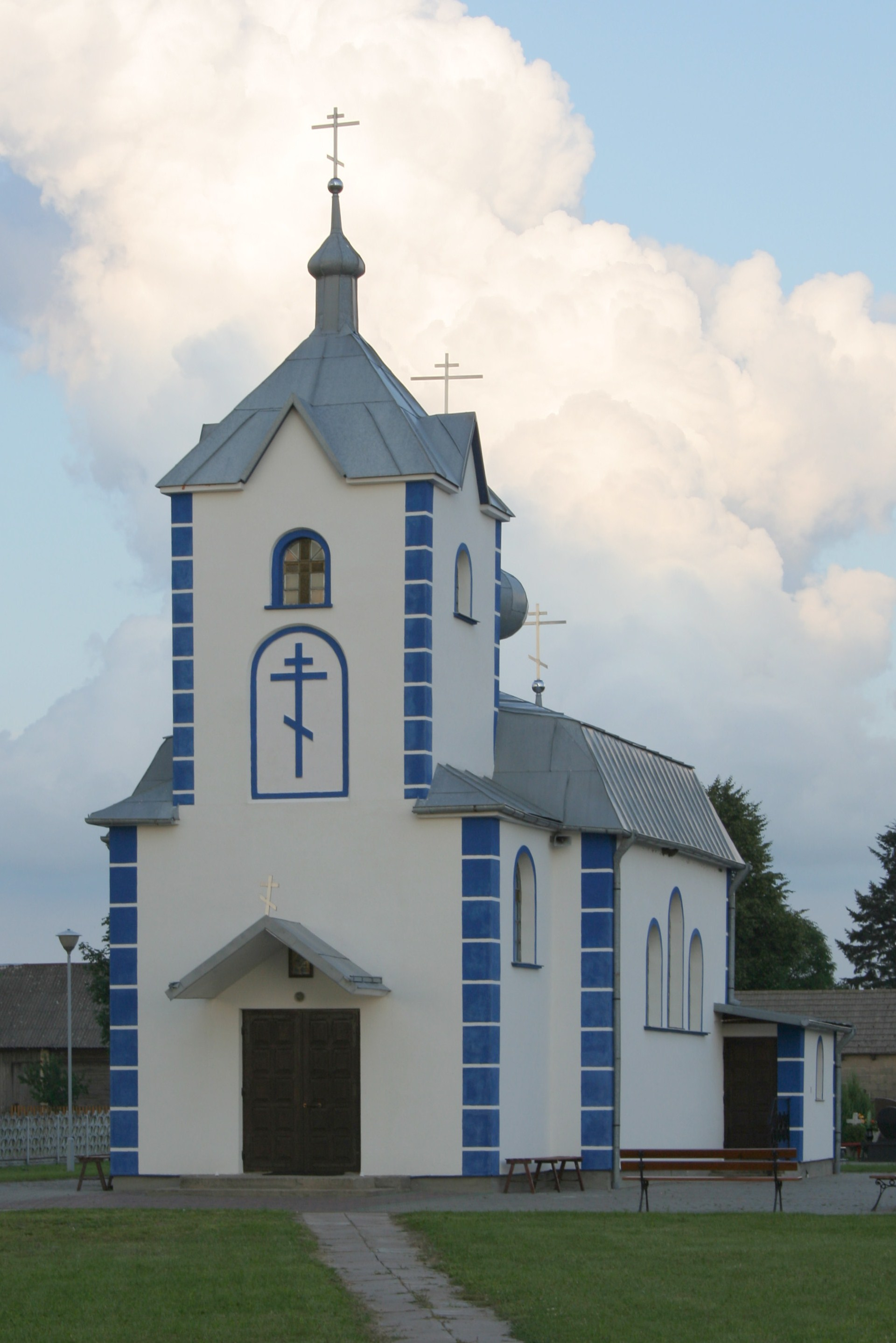
Cerkiew pw. Kaspierowskiej Ikony Matki Bożej

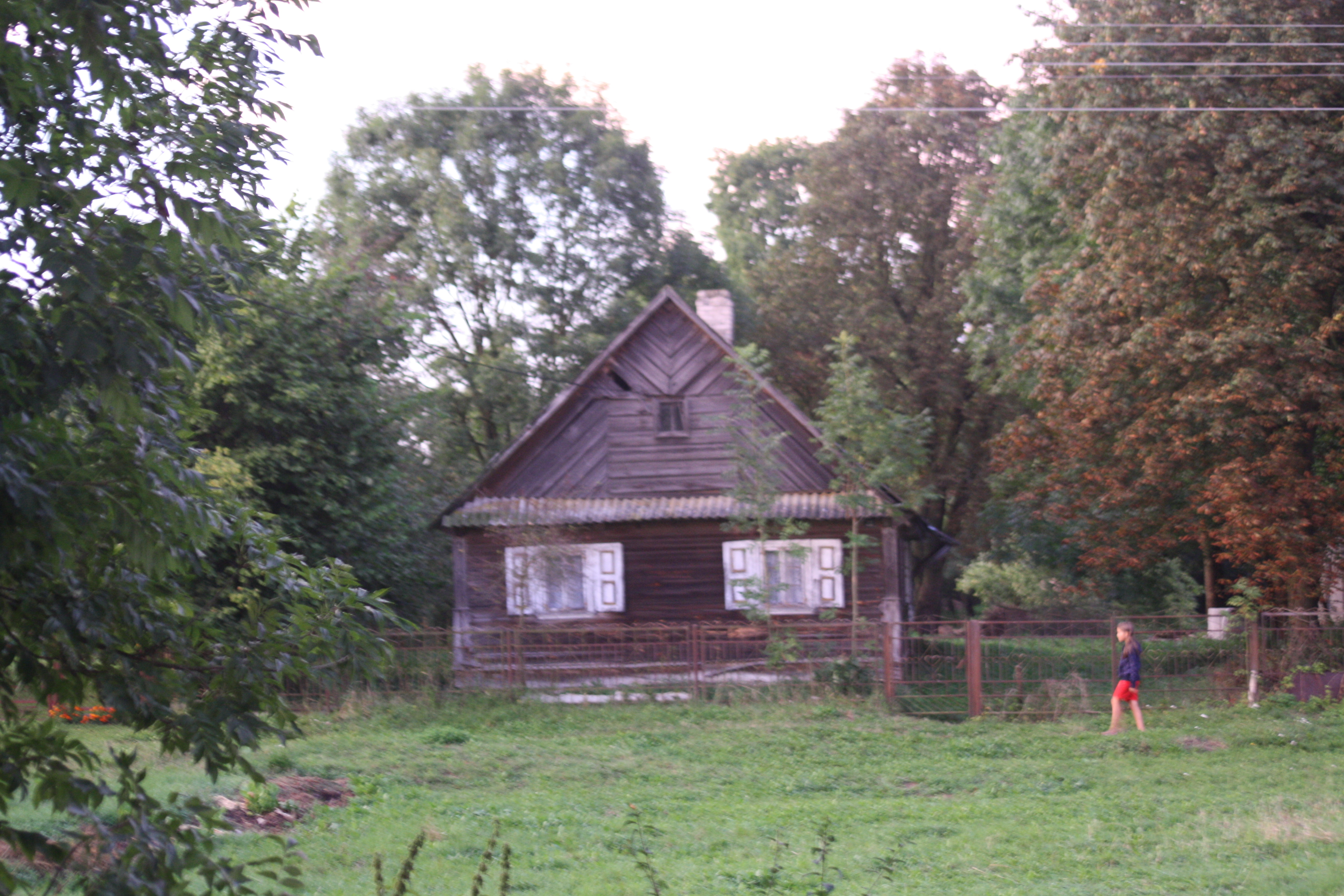
Jeden z najstarszych domów w Widowie

Widowo – wieś w Polsce położona w województwie podlaskim, w powiecie bielskim, w gminie Bielsk Podlaski.
| SIMC    | Nazwa   | Rodzaj  |
| ------- | ------- | ------- |
| 1011046 | Szewele | kolonia |
| 0023969 | Widowo  | kolonia |

Od 2007 siedziba prawosławnej parafii pod wezwaniem Kaspierowskiej Ikony Matki Bożej.
Było przedmieściem Bielska położonym w starostwie bielskim w II połowie XVII wieku. Wieś królewska w starostwie bielskim w ziemi bielskiej województwa podlaskiego w 1795 roku. W latach 1952–1954 miejscowość była siedzibą gminy Widowo. W latach 1975–1998 miejscowość administracyjnie należała do województwa białostockiego.

## Historia
Pierwsza pisana wzmianka o Widowie pochodzi z roku 1501, kiedy to Aleksander Jagiellończyk nadał ówczesnemu wójtowi bielskiemu, Jakubowi Hoppenowi, w dożywotnie władanie, Widowszczyznę i Zawidowszczyznę. Założony około 1499 r. folwark stanowił początkowo wyposażenie wójtów bielskich (ze względu na sąsiedztwo wsi Stanisławowo, zwany był początkowo folwarkiem Stanisławowo). Wójtostwo to zostało w 1526 r. wykupione przez bogatego kupca bielskiego Iwana Scheniewicza i ofiarowane radzie miejskiej Bielska Podlaskiego. Od tego czasu folwark i położona obok niego wieś Stanisławowo (dziś Widowo) stanowiły przedmieście Bielska. Prawosławni mieszkańcy wsi związani byli z bielskimi cerkwiami: św. Michała i monasterem św. Mikołaja. W II połowie XVI w. folwark był stale wydzierżawiany, najczęściej przez wójtów i podwójtów bielskich. Przed 1614 r. wszedł w jego posiadanie drogą zamiany Maciej Szempliński, od którego odkupił go w 1614 r. Jan Lubmajer. Odtąd aż do 1915 r. założenie nosiło nazwę Lubmajerowizna. Akt kupna Lubmajerowizny z 1614 r. wspominał o dworze, ogrodach, sadzawce i krynicy, położonych w pobliżu traktu wiodącego z Bielska do folwarku Użyki. Kompozycja tego obiektu na początku XVII w. składała się z dziedzińca otoczonego budynkami gospodarczymi, z sadów, z niewielkiej części ozdobnej i z sadzawki. Przy południowej pierzei dziedzińca stał tam dwór ekonoma, do którego wiodła od południa, przez sąsiadującą z folwarkiem dąbrowę, droga dojazdowa. Mijała ona niewielki ogród ozdobny usytuowany przed dworem i prowadziła dalej na północ przecinając teren siedziby. Na wschód i zachód od zabudowań mieściły się dwie kwatery sadów. Dominowały tu funkcje gospodarcze, gdyż rezydencja posiadaczy folwarku mieściła się w innym miejscu – w obrębie dzielnicy Dubicze. W 1640 r. wdowa po Janie Lubmajerze – Barbara z Bergerów sprzedała dobra odziedziczone po śmierci męża Adamowi Kazanowskiemu, kasztelanowi sandomierskiemu, staroście bielskiemu. W 1654 r. Elżbieta Słuszczanka na Czasnikach Kazanowska, marszałkowa nadworna koronna, starościna i wójtowa bielska, darowała je Piotrowi Wisłouchowi i jego żonie Halszcze Zacharzewskiej, ta zaś sprzedała dobra w 1666 r. Stanisławowi Łoźmińskiemu, skarbnikowi ziemi bielskiej, pułkownikowi wojsk koronnych. W 1684 r. nabył je Krzysztof Stanisław Mokrzecki, a później posiadali je: Jan Groszkowski, podczaszy mozyrski (od 1708 r.), Bazyli Koszewicz, landwójt miasta Bielska (od 1752 r.) i jego córka Anastazja Kozłowska (w latach 1752–1782) oraz Paweł i Elżbieta Kozłowscy (od 1804 r.). Do 1827 r. współwładała majątkiem druga żona Pawła Kozłowskiego Marianna z Herliczków 1o voto Matuszewiczowa, córka malarza nadwornego Jana Klemensa Branickiego. Przed 1708 r. nastąpić musiał podział majątku Lubmajerowizna na dwie części – Lubmajerowiznę i Klementynów, który stał się własnością Jana Klemensa Branickiego, a po jego śmierci do początków XIX w. należał do wdowy po nim Izabeli z Poniatowskich Branickiej.
Po podziale Lubmajerowizna nabrała charakteru rezydencjonalnego więc wzniesiono tu nowy dwór zwrócony frontem w kierunku wschodnim i poszerzono część ozdobną, która zajęła teren dawnej zachodniej kwatery sadu. Zlokalizowano tu m.in. kolisty klomb otoczony rowem i obsadzony dookoła lipami. Granice ogrodu obsadzono szpalerami lub alejami grabowymi. Układ pozostałych części założenia nie uległ zasadniczym zmianom.
W 1855 r. w Widowie panowała epidemia cholery. Według legendy, żeby ją powstrzymać mężczyźni musieli w ciągu jednego dnia i jednej nocy zbudować cztery krzyże. Kobiety natomiast musiały utkać taką liczbę ręczników, aby można było na nich zanieść owe krzyże do każdego z czterech końców wioski i w każdym z nich postawić po jednym krzyżu.
Inna legenda opowiada o wielkim gradobiciu, które pewnego roku nawiedziło wieś. Opady spowodowały ogromne zniszczenia, poczynając od dobytku, a na zabudowie kończąc. Na pamiątkę tego wydarzenia trzeci dzień po Wielkanocy jest przez miejscowych nazywany "hradowaja sierada".
W XIX w. Lubmajerowizna przeszła na własność rodziny Pieńkowskich – do 1891 r. należała do żony Mikołaja Pieńkowskiego Wandy, a po jej śmierci, od 1892 r. władali majątkiem Mikołaj Pieńkowski oraz jego synowie: Piotr, Stefan, Konstanty, Roman, Wiktor i Jan. W 1893 r. rozsprzedali oni grunty majątku, a siedzibę dworską wydzierżawili Żydom bielskim jako teren sadowniczy. Dzierżawcy założyli tu cegielnię, która funkcjonowała do 1913 r., a została zniszczona w czasie działań wojennych, podobnie jak i zabudowania dworskie.
Około 1938 r. teren siedliska dworskiego został rozparcelowany pomiędzy rolników ze wsi Widowo, którzy rozebrali zrujnowane zabudowania i wycięli sąsiadującą z założeniem dąbrowę, a także pewnie i większość drzew ozdobnych ogrodu.
Po II wojnie światowej Widowo przeszło pod bielską parafię prawosławną Narodzenia Najświętszej Maryi Panny. W 1999 r. na cmentarzu w Widowie została wzniesiona cerkiew, która na początku pełniła funkcję cerkwi cmentarnej parafii Narodzenia NMP w Bielsku Podlaskim. Pierwszą Liturgię Świętą odprawiono 6 maja 2001 r.
Od 2007 r. Widowo jest siedzibą prawosławnej parafii pod wezwaniem Kaspierowskiej Ikony Matki Bożej, a dawna cerkiew cmentarna stała się cerkwią parafialną. Natomiast wierni kościoła rzymskokatolickiego należą do parafii Najświętszej Opatrzności Bożej w Bielsku Podlaskim.

## Urodzeni w Widowie
- Bazyli Białokozowicz – polski slawista
- Anatol Firsowicz – polski seryjny morderca